# Agata Adamczyk
Agata Adamczyk – polska naukowczyni, profesor dr habilitowany nauk medycznych.

## Kariera naukowa
- 1996 magister biologii; nadanie tytułu – Uniwersytet Warszawski,
- 2002 doktor nauk medycznych (biologia medyczna); nadanie stopnia – Instytut Medycyny Doświadczalnej i Klinicznej im. Mirosława Mossakowskiego Polskiej Akademii Nauk;
- 2010 doktor habilitowany nauk medycznych (biologia medyczna); nadanie stopnia – Instytut Medycyny Doświadczalnej i Klinicznej im. Mirosława Mossakowskiego Polskiej Akademii Nauk;
- 2020 profesor nauk medycznych i nauk o zdrowiu.

## Praca naukowo-dydaktyczna
Od 20 stycznia 1997 zatrudniona przez Instytut Medycyny Doświadczalnej i Klinicznej im. Mirosława Mossakowskiego Polskiej Akademii Nauk (specjalność neurochemia).